# Tune In, Turn On, Free Tibet
Tune In, Turn On, Free Tibet es el quinto álbum de estudio de la banda japonesa Ghost. Fue lanzado el 20 de abril de 1999 por Drag City. Fue lanzado el mismo día que el álbum Snuffbox Immanence.
El álbum tiene una reversión de Images of April de Pearls Before Swine.

## Lista de canciones
1. "We Insist" (Ghost) – 2:33
2. "Comin' Home" (Ghost) – 4:11
3. "Way to Shelkar" (Ghost) – 5:16
4. "Images of April" (Pearls Before Swine, Tom Rapp) – 3:09
5. "Lhasalhasa" (Ghost) – 3:28
6. "Remember" (Ghost) – 2:55
7. "Change the World" (Ghost) – 4:41
8. "Tune in, Turn on, Free Tibet" (Ghost) – 33:54